# Endacusta minor
Endacusta minor är en insektsart som beskrevs av Lucien Chopard 1951. Endacusta minor ingår i släktet Endacusta och familjen syrsor. Inga underarter finns listade i Catalogue of Life.